# Bitka kod Agrigenta
Bitka kod Agrigenta (Sicilija, 261. pr. Kr.) bila je prva bitka Prvog punskog rata. To je bio sukob između Kartage i Rimske Republike. Bitka je počela poslije duge opsade, koja je počela 262. pr. Kr. U bitci pobjeđuje Rimska Republika i počinje rimsko upravljanje Sicilijom.

## Uvod
Godine 288. pr. Kr. Mamertinci, skupina talijanski plaćenika, zauzela je grad 
Messinu na sjeveroistočnom vrhu Sicilije, pobila sve muškarce i uzela njihove supruge. Iz ove baze pljačkali su okolicu i dolazili u sukob s lokalnim carstvom slobodnog grada Sirakuza. Kao odgovor na napade sirakuškog vladara Hiera, Mamertinci zatražili su pomoć od dvije države: Kartage i Rimske Republike.
Kako bi se suprotsavili Kartažanima, Rim je poslao vojsku u to područje. Za rimljane koji u to doba nisu posjedovali mornaricu, bilo je to prvo ulaženje u sukob izvan prostora Italije. Prvotna namjera pomoći Messini postala je sukob za čitav otok. 
Tijekom sljedećih nekoliko godina bilo je nekoliko manjih okršaja vojski, dok su protivnici isprobavali različite taktike za težak brdovit teren Sicilije. 
Tijekom tog vremena Rim je uspostavio kontrolu na istočnom dijelu otoka u savezu sa   
Sirakuzom.

## Opsada Agrigenta
Rimljani šalju čitavu vojsku na Siciliju 262. pr. Kr. Vojskom zapovijedaju dva konzula, Lucije Postumije Magel i Kvint Mamilije Vitul. Vojska je imala 4 legije i ukupno 40.000 ljudi. Sirakuza je bila rimski saveznik i podržavala je rimski pohod.
Vojska je krenula u srpnju prema Agrigentu na jugozapadnoj obali Sicilije. U Agrigentu je bio lokalni garnizon, kojim zapovijeda Hanibal Gisco. Agrigent je trebao biti baza za veliku vojsku, koju se očekivalo iz Kartage.
Na vjesti o dolasku rimske vojske Hanibal Gisco se utvrdio, prethodno se snabdjevši namirnicama iz okoline. Time je pripremio grad za opsadu i mogao je čekati pomoć iz Kartage. Rimljani toga doba nisu raspolagali opsadnim napravama, tako da je jedini način osvajanja grada bio opsada. Rimljani blokiraju Agrigent i čekaju da se grad nakon dovoljno dugo vremena preda zbog gladi.
Poslije nekoliko mjeseci opsade, blokada se počela osjećati po gradu, pa Hanibal Gisco traži hitnu pomoć Kartage. Dolazi pojačanje u zimi 262. – 261. pr. Kr. pod vodstvom Hannoa. Pojačanje se sastojalo od 50.000 ljudi, 6.000 konjanika i 60 ratnih slonova. Poslije nekoliko manjih okršaja s Rimljanima, Hanno dolazi blizu Rimljana želeći sukob, ali Rimljani izbjegavaju bitku. Time Rimljani postaju opkoljeni. Rimske linije opskrbe sa Sirakuzom su prekinute.

## Bitka kod Agrigenta
Opkoljeni Rimljani s prekinutom opskrbom iz Sirakuze nalaze se u lošoj poziciji. Riskraju da umru od gladi, pa se zato odlučuju za bitku. Međutim Hanno odbija borbu, nadajući se da će pomoću gladi lakše pobijediti Rimljane. Ali unutar Agrigenta situacija je još lošija. Hanibal Gisco šalje dimne signale tražeći pomoć, pa su Kartažni bili prisiljeni prihvatiti bitku. Detalje bitke različito opisuju različiti izvori.
Hanno je rasporedio kartažansku pješadiju u dva reda sa slonovima i pojačanjima u drugoj liniji, a s konjicom na krilima. Bitka je dugo trajala i Rimljani uspijevaju probiti prednji red Kartažana. To izaziva paniku u pozadini pa kartažanska rezerve bježe iz bitke. Rimljani pobjeđuju, a konjica uspjeva zarobiti nekoliko slonova. Kartažani, opkoljeni garnizon i Hanibal Gisco uspijevaju pobjeći.

## Posljedice
Rimljani zauzimaju Agrigent i sve stanovništvo prodaju u roblje. Dva konzula su bili pobjednici, ali nisu nagrađeni trijumfalnim povratkom (vjerojatno jer su Hanibal Gisco i garnizon uspjeli pobjeći).
Poslije 261. pr.n.e. Rimska Republika kontrolira većinu Sicilije i time osigurava žito za sebe. To je bila prva velika bitka van Italije, što je Rimljanima dalo polet.